# كأس اليونان 1968–69
كأس اليونان 1968–69 (باليونانية: Κύπελλο Ελλάδος ποδοσφαίρου ανδρών 1968-69)‏ هو الموسم 27 من كأس اليونان. أشرف على تنظيمه الاتحاد الإغريقي لكرة القدم، وفاز فيه باناثينايكوس.